# مينه ريس
مينه ريس (بالإنجليزية: Mina Rees)‏ هي أستاذة جامعية ورياضياتية أمريكية، ولدت في 2 أغسطس 1902 في كليفلاند في الولايات المتحدة، وتوفيت في 25 أكتوبر 1997 في نيويورك في الولايات المتحدة.